# Tribute Film Classics
Tribute Film Classics è una casa discografica fondata nel 2007 da John W. Morgan, William T. Stromberg e Anna Bonn-Stromberg, dedicata alla pubblicazione di album contenenti prime registrazioni mondiali di partiture cinematografiche dei compositori attivi a Hollywood durante la Golden Age.
Ciascun album contiene la registrazione digitale delle partiture complete, interamente ricostruite da Morgan, con tutta la musica composta, senza tagli dovuti al montaggio delle pellicole. Infatti Morgan e Stromberg si procurano gli spartiti autografi dei compositori e si dedicano alla ri-orchestrazione, rispettando scrupolosamente le volontà del musicista.
La loro esperienza è maturata a partire dai primi anni Novanta presso la Naxos Records, casa per la quale hanno inciso una ventina album dedicati ai maggiori compositori di Hollywood e non solo.
Tutti gli album della Tribute sono stati registrati a Mosca con la Moscow Symphony Orchestra diretta da Stromberg.
Entro il 2012 sono stati pubblicati 8 album, dedicati a Max Steiner, Erich Wolfgang Korngold e Bernard Herrmann.

## Discografia (aggiornata al 2012)
- Max Steiner: She
- Max Steiner: The Charge Of The Light Brigade
- Max Steiner: The Adventures Of Don Juan, Arsenic And Old Lace
- Bernard Herrmann: Battle Of Neretva, The Naked And The Dead
- Bernard Herrmann: The Kenthuckian, Williamsburg
- Bernard Herrmann: Fahrenheit 451, Walking Distance (episodio della serie televisiva Ai confini della realtà di Rod Serling)
- Bernard Herrmann: Mysterious Island
- Erich Wolfgang Korngold: The Prince And The Pauper